# Desirée Carofiglio
Desiree Carofiglio (Casarile, 11 marzo 2000) è una ginnasta italiana, vincitrice della medaglia di bronzo a squadre ai Campionati mondiali di Stoccarda 2019.
È stata la prima ginnasta italiana ad eseguire al corpo libero la diagonale salto teso avanti più doppio raccolto avanti, e la prima ad eseguire il Nabieva alle parallele.

## Carriera junior

### 2014: Serie A2, Trofeo Città di Jesolo, Europei di Sofia, Golden League
Gareggia in serie A2, in prestito alla Juventus Nova Melzo con le compagne Clara Colombo, Alice Rizzardi, Lucrezia Merelli, Alessandra Oggioni, Chiara Vergani. Nella prima tappa a Firenze è l'unica della sua squadra a fare l'all-around e contribuisce al secondo posto della squadra. Nella seconda tappa svolge nuovamente l'all-around e aiuta la squadra a confermare il secondo gradino del podio. Così come nella terza tappa a Desio dove la Juventus Nova Melzo è ancora d'argento.
Esordisce con la maglia azzurra nel 2014 al Trofeo Città di Jesolo, dove vince un bronzo con la squadra che oltre alla Carofiglio, comprende Sofia Busato, Iosra Abdelaziz, Alice Linguerri, Chiara Imeraj, Pilar Rubagotti e Joana Favaretto. Si qualifica per la finale a volteggio che termina in ultima posizione e alla trave che termina in sesta posizione.
Successivamente viene convocata ad un incontro internazionale a Monaco, la squadra italiana che oltre alla Carofiglio comprende Martina Maggio, Iosra Abdelaziz, Sofia Busato, Alice Linguerri e Chiara Imeraj, vince il bronzo e la Carofiglio ottiene la tredicesima posizione all-around.
Viene poi selezionata per partecipare insieme a Sofia Busato, Chiara Imeraj, Pilar Rubagotti e Iosra Abdelaziz agli europei di Sofia nella categoria juniores, la Carofiglio compete solo al volteggio, la squadra italiana non va oltre la quinta posizione, inoltre nella finale al volteggio la Carofiglio si classifica settima.
Partecipa poi ai campionati italiani assoluti di Ancona , dove finisce diciassettesima nell'all-around con 50.000 punti, si qualifica per la finale al volteggio che termina poi in quinta posizione con 13,550 punti.
Viene poi selezionata per partecipare alla Golden League di Porto San Giorgio, dove è diciannovesima nell'all-around, prima con la squadra (in prestito alla Brixia di Brescia), partecipa poi alla finale al volteggio presentando i due salti, e vince la medaglia di bronzo.

### 2015: Serie A1, Golden League, Assoluti, Campionati di categoria
Partecipa a tutte e quattro le tappe di serie A1 in prestito alla Juventus Nova Melzo.
Partecipa poi ad un incontro internazionale a Mortara in preparazione agli EYOF, la squadra italiana che comprende anche Martina Maggio, Nicole Simionato, Francesca Noemi Linari e Caterina Cereghetti, vince l'argento dietro alla Francia.
Partecipa poi ad un altro incontro in Gran Bretagna, l'Italia chiude terza dietro alle padrone di casa e alla Germania. Non viene selezionata per gli EYOF.
Partecipa per il secondo anno consecutivo alla Golden League questa volta in prestito all'Artistica '81, vince il bronzo di squadra.
A fine settembre partecipa agli assoluti di Torino, vince un bronzo al volteggio dietro a Sofia Busato e Adriana Crisci.
Partecipa a fine anno ai campionati di categoria, vince l'oro pari merito con Martina Maggio.

## Carriera senior

### 2016:Serie A, Trofeo Città di Jesolo
Partecipa alla serie A in prestito alla Forza e Virtù 1892, nella prima giornata di campionato la sua squadra arriva ai piedi del podio e Desiree è la terza migliore di giornata, nella seconda tappa arriva sesta con la squadra, nella terza tappa arriva nuovamente ai piedi del podio e alla quarta tappa arriva quinta.
Partecipa al Trofeo Città di Jesolo con la squadra senior che oltre a lei comprende Carlotta Ferlito, Enus Mariani, Giorgia Campana, Alessia Leolini e Tea Ugrin. La squadra vince il bronzo, partecipa alle finali a volteggio e a corpo libero che termina entrambe in ultima posizione.

### 2017: Serie A, Trofeo Città di Jesolo, Campionati Gold, Flanders International, Assoluti, Mondiali
Partecipa alla Serie A sempre in prestito alla Forza e Virtù 1892, nella prima tappa la squadra vince il bronzo, nella seconda tappa arriva fino al secondo gradino del podio, nella terza tappa, nella terza tappa vince nuovamente il bronzo e nella quarta l'argento.
Partecipa poi al Trofeo Città di Jesolo con Giada Grisetti, Francesca Noemi Linari e Martina Maggio. Arriva diciannovesima nell'all-around, e quarta al volteggio.
Partecipa ai campionati italiani Gold nella categoria senior 1, vince l'argento all-around, l'argento al volteggio, arriva quinta alle parallele, e alla trave, mentre vince l'oro al corpo libero.
Partecipa alle Flanders International dove vince l'oro con la squadra senior che oltre a lei comprende Elisa Meneghini, Giada Grisetti, Caterina Cereghetti, Francesca Noemi Linari. Vince poi un altro oro di squadra con il team misto (junior e senior).
Partecipa agli assoluti dove arriva sesta all-around, vince la medaglia d'argento al volteggio dietro Asia D'Amato e davanti ad Arianna Rocca, partecipa alla finale al corpo libero dove arriva quarta a pari merito con Francesca Noemi Linari.
Viene selezionata per partecipare ai campionati del mondo di Montréal insieme a Vanessa Ferrari, Lara Mori e Sara Berardinelli, compete su tre attrezzi, volteggio, parallele e corpo libero. Desiree non è a posto fisicamente, ha un problema al piede che in qualificazione ha limitato tutte le sue routine, al volteggio porta in gara un avvitamento e mezzo non molto pulito, poi cade sul secondo salto. Alle parallele sporca parecchio l'esercizio soprattutto a causa di due cadute. Al corpo libero esce di pedana in seconda diagonale e cade in terza.

### 2018: Serie A, Trofeo Città di Jesolo, Giochi del Mediterraneo
Partecipa poi a tutte le tappe di Serie A in prestito alla Reale Torino che nel'ultima tappa riesce a raggiungere il terzo gradino del podio.
Partecipa al Trofeo Città di Jesolo, dove arriva quindicesima nell'all-around, sesta al volteggio e vince una medaglia di bronzo al corpo libero.
Viene poi selezionata per i giochi del Mediterraneo insieme a Lara Mori, Francesca Noemi Linari, Martina Basile e Giada Grisetti.
All'ultimo a causa di un risentimento al ginocchio Desiree è costretta a non partire per i giochi, è quindi poi impossibilitata a partecipare ai campionati assoluti e agli europei.

### 2019: Serie A, Trofeo città di Jesolo, Assoluti, Mondiali
Partecipa alla Serie A2 per la Ginnastica Fanfulla, porta in gara buonissimi esercizi con ottime difficoltà, alle parallele inoltre inserisce il Nabieva, salto di difficoltà (G).
Viene poi convocata per il trofeo città di Jesolo dove vince un bronzo con la squadra, finisce poi in decima posizione nell'all-around e si qualifica per le finali al volteggio e al corpo libero, al volteggio vince la medaglia d'argento dietro ad Asia D'Amato, al corpo libero termina la finale in quinta posizione.
Partecipa ad un incontro internazionale amichevole pre-mondiale in Olanda e contribuisce all'oro del team Italiano.
Viene convocata insieme a Giorgia Villa, Asia D'Amato, Alice D'Amato, Elisa Iorio e Martina Maggio ai campionati del mondo di Stoccarda, nel frattempo partecipa ai campionati italiani assoluti di Meda, dove vince l'argento all-around dietro ad Asia D'Amato e davanti a Giorgia Villa, si qualifica per tutte le finali di specialità. Al volteggio cade dall'avvitamento e mezzo non riuscendo così a salire sul podio, alle parallele termina in quarta posizione, così come alla trave. Al corpo libero invece esegue un ottimo esercizio che le permette di diventare per la prima volta campionessa italiana al corpo libero, precedendo Lara Mori e Irene Lanza. Partecipa ai campionati del Mondo con Giorgia Villa, Asia D'Amato, Alice D'Amato, Elisa Iorio e Martina Maggio, nella giornata di qualificazione svolge gli esercizi a trave e corpo libero, alla trave cade nella combinazione flic smmezzato + salto teso e ottiene 11,266, al corpo libero invece esegue un ottimo esercizio che le frutta 13,400 punti. La squadra italiana si qualifica per la finale a squadre in ottava posizione ed ottiene così la qualificazione per le olimpiadi di Tokyo 2020. Nella finale a squadre esegue solo il corpo libero e nonostante un'uscita di pedana ottiene 13,333 contribuendo così a far salire l'Italia sul terzo gradino del podio, risultato storico.
Il 22 dicembre 2019 viene annunciato che Desiree Carofiglio, insieme alle compagne di squadra vincitrici della medaglia di bronzo ai mondiali, entrerà a far parte del Gruppo sportivo delle Fiamme Oro.

### 2020: Serie A e infortunio
Partecipa alle prime due tappe di serie A in prestito alla Ginnastica Fanfulla come l'anno precedente ed esegue delle ottime prestazioni: nella prima tappa ottiene 14,300 al volteggio e alle parallele, 13,750 alla trave e 13,600 al corpo libero. In entrambi i casi è sempre la miglior individualista di tutta la competizione.
Viene poi convocata per sostituire Alice D'Amato per la tappa di coppa del mondo di Birmingham, il 28 marzo, che insieme alle altre tappe di coppa del mondo all-around metterà in palio un pass per Tokyo 2020; tuttavia la tappa viene annullata a causa del diffondersi del Coronavirus .
E' costretta a fermare i suoi allenamenti a causa della pandemia del Coronavirus e la conseguente chiusura di tutte le palestre, viene poi riammessa il 4 maggio per continuare gli allenamenti insieme alle altre ginnaste agoniste.
Il 5 ottobre, durante un allenamento, si rompe il tendine d'Achille, subisce quindi un'operazione che la costringerà a 6 mesi di stop. 

### 2021
Il 9 aprile prende parte alla sua prima competizione dopo l'infortunio, in occasione della terza tappa di Serie B, gareggiando per la FutureGym2000.
Ha gareggiato solo a trave e parallele, ottenendo rispettivamente 11.5 e 13.050.
Il 10 luglio partecipa ai Campionati italiani assoluti a Napoli gareggiando solo a parallele e trave, ottenendo rispettivamente 13,450 e 11,050 .
Il 10 ottobre viene annunciato che parteciperà ai Campionati mondiali di Kytakiushu in Giappone, insieme ad Alice D'Amato, Asia D'Amato e Elisa Iorio.